# 짱구고래속

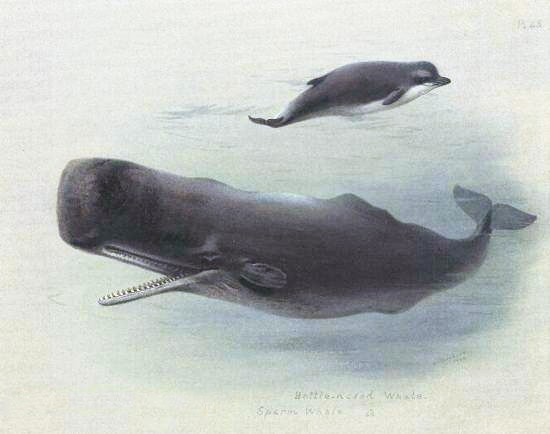

짱구고래는 짱구고래속(Hyperoodon)에 속하는 고래의 총칭이다. 북방짱구고래과 남방짱구고래 2종으로 이루어져 있다. 연체동물 포식자로 간주되며, 주로 살오징어를 먹는다.

## 하위 종
- 북방짱구고래 (Hyperoodon ampullatus)
- 남방짱구고래 (Hyperoodon planifrons)